# Today (Elvis Presley)
| Recensione               | Giudizio |
| ------------------------ | -------- |
| AllMusic                 | [ 3 ]    |
| Christgau's Record Guide | B–       |
| Rough Guides             | [ 5 ]    |

Today è il 40° album in studio di Elvis Presley, pubblicato nel 1975.

## Descrizione
Le sedute di registrazione per il disco si tennero nello Studio C della RCA a Hollywood, Los Angeles, California, dal 10 al 12 marzo 1975, e fu questa l'ultima volta che Elvis Presley si recò in uno studio di registrazione (i successivi due album dell'artista infatti, furono registrati all'interno di Graceland in una sala d'incisione approntata per l'occasione).
La canzone Green, Green Grass of Home, un cavallo di battaglia di Tom Jones, fu pubblicata come singolo e si rivelò un successo da Top 30 in Gran Bretagna.
T-R-O-U-B-L-E, l'ultimo vero brano "rock" inciso da Presley, fu pubblicato anch'esso come singolo e si piazzò nella Top 40 statunitense.
Altro singolo fu Bringing It Back / Pieces of My Life.
Il restante contenuto dell'album è fatto di cover di successi dell'epoca di Perry Como, Tom Jones, The Pointer Sisters, Billy Swan, Faye Adams, The Statler Brothers e Charlie Rich.

## Tracce
1. T-R-O-U-B-L-E (Jerry Chesnut)
2. And I Love You So (Don McLean)
3. Susan When She Tried (Don Reid)
4. Woman Without Love (Jerry Chesnut)
5. Shake a Hand (Joe Morris)
6. Pieces of My Life (Troy Seals) (numero 33 Country)
7. Fairytale (Bonnie Pointer, Anita Pointer)
8. I Can Help (Billy Swan)
9. Bringing It Back (Greg Gordon) (numero 65 Hot 100)
10. Green, Green Grass of Home (Curly Putman) (numero 29 UK)[8]

### Ristampa Follow that Dream (2015)
| 1. T-R-O-U-B-L-E 2. And I Love You So 3. Susan When She Tried 4. Woman Without Love 5. Shake A Hand 6. Pieces Of My Life 7. Fairytale 8. I Can Help 9. Bringin’ It Back 10. Green, Green Grass Of Home 11. Tiger Man 12. And I Love You So (take 2) 13. Pieces Of My Life (take 1) 14. Fairytale (takes 1,2) 15. Bringin’ It Back (take 1) 16. Green, Green Grass Of Home (take 1) 17. Shake A Hand (take 1) 18. Susan When She Tried (take 3) 19. Pieces Of My Life (takes 2,3) 20. And I Love You So (take 3) | 1. Fairytale 2. Green, Green Grass Of Home 3. I Can Help 4. And I Love You So 5. Susan When She Tried 6. T-R-O-U-B-L-E 7. Woman Without Love 8. Shake A Hand 9. Bringin’ It Back 10. Pieces Of My Life 11. Green, Green Grass Of Home (takes 2,3) 12. Susan When She Tried (takes 1,2) 13. And I Love You So (take 1) 14. Bringin' It Back (takes 2,3) 15. T-R-O-U-B-L-E (take 1) 16. Shake A Hand (take 2) |

## Formazione
- Elvis Presley - voce
- James Burton - chitarra
- David Briggs - tastiere
- Buddy Spicher - violino
- Chip Young - chitarra
- Millie Kirkham - cori
- Johnny Christopher - chitarra
- Weldon Myrick - steel guitar
- Norbert Putnam - basso
- Mike Leech - basso
- Mary Holladay - cori
- Tony Brown - tastiere
- Ginger Holladay - cori
- Duke Bardwell - basso
- Ronnie Tutt - batteria
- Charlie Hodge - chitarra
- Glen Hardin - tastiere
- Jimmy Gordon - tastiere
- Lea Berinati - cori